# نیکولای تورچانینو
نیکولای تورچانینو (انگلیسی: Nikolai Turczaninow; ۰ مهٔ ۱۷۹۶ – ۲۶ دسامبر ۱۸۶۳) گیاه‌شناس اهل امپراتوری روسیه بود. او برای اولین بار چندین جنس و بسیاری از گونه‌های گیاه را شناسایی کرد.

## زندگی
در سال ۱۸۱۴، تورچانینواز دانشگاه خارکف فارغ‌التحصیل شد و به عنوان کارمند ملکی در سن پترزبورگ رفت، جایی که اولین لیست گیاه‌شناسی خود را در سال ۱۸۲۵ منتشر کرد. در سال ۱۸۲۸، تورچانینو در پست اداری در ایرکوتسک، سیبری منصوب کرد. تورچزانینوف بعداً گیاه دارویی را در تاگانروگ در دریای آزوف افتتاح کرد؛ و سپس وقت خود را در طبقه‌بندی، مطالعه و نوشتن گذراند.